# Alisa Durbrow
Alisa Yuriko Durbrow (ダーブロウ 有紗, Dāburō Arisa) est une actrice japonaise née le 16 avril 1988 à Saitama, au Japon.
Son principal rôle est celui de Mio Kuroki dans la série télévisée Pretty Guardian Sailor Moon (adaptation "live" de Sailor Moon) de 2003 à 2005.

## Filmographie

### Séries TV
- 2003/2005 : Pretty Guardian Sailor Moon - Série télévisée live action. Dans le rôle de Mio Kuroki.

### DVD
- 2002 : Just a Princess
- 2006 : Audrey

## Photobooks
- 2002 : Just a Princess
- 2002 : Suhada no Alisa
- We Want to be a Model